# Natation aux Jeux olympiques d'été de 2020
Navigation
Rio de Janeiro 2016 Paris 2024
Les épreuves de natation aux Jeux olympiques d'été de 2020 devaient avoir lieu au Japon du 25 juillet au 2 août 2020, au Centre aquatique olympique à Tokyo et à Odaiba Marine Park pour le marathon 10 km en eau libre, et ont été reportées à 2021.
Trente-sept finales figurent au programme de cette compétition, 18 masculines et 18 féminines avec l'introduction pour la première fois d'un relais mixte, le relais 4 × 100 mètres 4 nages mixte. Deux nouvelles épreuves sont introduites : le 800 m nage libre hommes et le 1 500 m nage libre femmes.
La Fédération internationale de natation (FINA) intègre également les épreuves de natation synchronisée et de plongeon.

## Organisation

### Calendrier
| M | Qualification | ½ | Demi-finales | F | Finale |

| Natation aux Jeux olympiques de 2020 | Natation aux Jeux olympiques de 2020 | Natation aux Jeux olympiques de 2020 | Natation aux Jeux olympiques de 2020 | Natation aux Jeux olympiques de 2020 | Natation aux Jeux olympiques de 2020 | Natation aux Jeux olympiques de 2020 | Natation aux Jeux olympiques de 2020 | Natation aux Jeux olympiques de 2020 | Natation aux Jeux olympiques de 2020 | Natation aux Jeux olympiques de 2020 | Natation aux Jeux olympiques de 2020 | Natation aux Jeux olympiques de 2020 | Natation aux Jeux olympiques de 2020 | Natation aux Jeux olympiques de 2020 | Natation aux Jeux olympiques de 2020 | Natation aux Jeux olympiques de 2020 | Natation aux Jeux olympiques de 2020 | Natation aux Jeux olympiques de 2020 | Natation aux Jeux olympiques de 2020 | Natation aux Jeux olympiques de 2020 |
| Juillet/Août                         | Juillet/Août                         | Juillet/Août                         | Sam 24                               | Sam 24                               | Dim 25                               | Dim 25                               | Lun 26                               | Lun 26                               | Mar 27                               | Mar 27                               | Mer 28                               | Mer 28                               | Jeu 29                               | Jeu 29                               | Ven 30                               | Ven 30                               | Sam 31                               | Sam 31                               | Dim 01                               | Dim 01                               |
| Épreuves ↓                           | Épreuves ↓                           | Épreuves ↓                           | M                                    | S                                    | M                                    | S                                    | M                                    | S                                    | M                                    | S                                    | M                                    | S                                    | M                                    | S                                    | M                                    | S                                    | M                                    | S                                    | M                                    | S                                    |
| ------------------------------------ | ------------------------------------ | ------------------------------------ | ------------------------------------ | ------------------------------------ | ------------------------------------ | ------------------------------------ | ------------------------------------ | ------------------------------------ | ------------------------------------ | ------------------------------------ | ------------------------------------ | ------------------------------------ | ------------------------------------ | ------------------------------------ | ------------------------------------ | ------------------------------------ | ------------------------------------ | ------------------------------------ | ------------------------------------ | ------------------------------------ |
| Hommes                               |                                      |                                      |                                      |                                      |                                      |                                      |                                      |                                      |                                      |                                      |                                      |                                      |                                      |                                      |                                      |                                      |                                      |                                      |                                      |                                      |
| Indiv.                               | 50 mètres nage libre                 | 50 mètres nage libre                 |                                      |                                      |                                      |                                      |                                      |                                      |                                      |                                      |                                      |                                      |                                      |                                      |                                      | Q                                    | ½                                    |                                      | F                                    |                                      |
| Indiv.                               | 100 mètres nage libre                | 100 mètres nage libre                |                                      |                                      |                                      |                                      |                                      |                                      |                                      | Q                                    | ½                                    |                                      | F                                    |                                      |                                      |                                      |                                      |                                      |                                      |                                      |
| Indiv.                               | 200 mètres nage libre                | 200 mètres nage libre                |                                      |                                      |                                      | Q                                    | ½                                    |                                      | F                                    |                                      |                                      |                                      |                                      |                                      |                                      |                                      |                                      |                                      |                                      |                                      |
| Indiv.                               | 400 mètres nage libre                | 400 mètres nage libre                |                                      | Q                                    | F                                    |                                      |                                      |                                      |                                      |                                      |                                      |                                      |                                      |                                      |                                      |                                      |                                      |                                      |                                      |                                      |
| Indiv.                               | 800 mètres nage libre                | 800 mètres nage libre                |                                      |                                      |                                      |                                      |                                      |                                      |                                      | Q                                    |                                      |                                      | F                                    |                                      |                                      |                                      |                                      |                                      |                                      |                                      |
| Indiv.                               | 1 500 mètres nage libre              | 1 500 mètres nage libre              |                                      |                                      |                                      |                                      |                                      |                                      |                                      |                                      |                                      |                                      |                                      |                                      |                                      | Q                                    |                                      |                                      | F                                    |                                      |
| Indiv.                               | 100 mètres dos                       | 100 mètres dos                       |                                      |                                      |                                      | Q                                    | ½                                    |                                      | F                                    |                                      |                                      |                                      |                                      |                                      |                                      |                                      |                                      |                                      |                                      |                                      |
| Indiv.                               | 200 mètres dos                       | 200 mètres dos                       |                                      |                                      |                                      |                                      |                                      |                                      |                                      |                                      |                                      | Q                                    | ½                                    |                                      | F                                    |                                      |                                      |                                      |                                      |                                      |
| Indiv.                               | 100 mètres brasse                    | 100 mètres brasse                    |                                      | Q                                    | ½                                    |                                      | F                                    |                                      |                                      |                                      |                                      |                                      |                                      |                                      |                                      |                                      |                                      |                                      |                                      |                                      |
| Indiv.                               | 200 mètres brasse                    | 200 mètres brasse                    |                                      |                                      |                                      |                                      |                                      |                                      |                                      | Q                                    | ½                                    |                                      | F                                    |                                      |                                      |                                      |                                      |                                      |                                      |                                      |
| Indiv.                               | 100 mètres papillon                  | 100 mètres papillon                  |                                      |                                      |                                      |                                      |                                      |                                      |                                      |                                      |                                      |                                      |                                      | Q                                    | ½                                    |                                      | F                                    |                                      |                                      |                                      |
| Indiv.                               | 200 mètres papillon                  | 200 mètres papillon                  |                                      |                                      |                                      |                                      |                                      | Q                                    | ½                                    |                                      | F                                    |                                      |                                      |                                      |                                      |                                      |                                      |                                      |                                      |                                      |
| Indiv.                               | 200 mètres 4 nages                   | 200 mètres 4 nages                   |                                      |                                      |                                      |                                      |                                      |                                      |                                      |                                      |                                      | Q                                    | ½                                    |                                      | F                                    |                                      |                                      |                                      |                                      |                                      |
| Indiv.                               | 400 m 4 nages                        | 400 m 4 nages                        |                                      | Q                                    | F                                    |                                      |                                      |                                      |                                      |                                      |                                      |                                      |                                      |                                      |                                      |                                      |                                      |                                      |                                      |                                      |
| Relais                               | 4 × 100 mètres nage libre            | 4 × 100 mètres nage libre            |                                      |                                      |                                      | Q                                    | F                                    |                                      |                                      |                                      |                                      |                                      |                                      |                                      |                                      |                                      |                                      |                                      |                                      |                                      |
| Relais                               | 4 × 200 mètres nage libre            | 4 × 200 mètres nage libre            |                                      |                                      |                                      |                                      |                                      |                                      |                                      | Q                                    | F                                    |                                      |                                      |                                      |                                      |                                      |                                      |                                      |                                      |                                      |
| Relais                               | 4 × 100 mètres 4 nages               | 4 × 100 mètres 4 nages               |                                      |                                      |                                      |                                      |                                      |                                      |                                      |                                      |                                      |                                      |                                      |                                      |                                      | Q                                    |                                      |                                      | F                                    |                                      |
| Femmes                               |                                      |                                      |                                      |                                      |                                      |                                      |                                      |                                      |                                      |                                      |                                      |                                      |                                      |                                      |                                      |                                      |                                      |                                      |                                      |                                      |
| Indiv.                               | 50 mètres nage libre                 | 50 mètres nage libre                 |                                      |                                      |                                      |                                      |                                      |                                      |                                      |                                      |                                      |                                      |                                      |                                      |                                      | Q                                    | ½                                    |                                      | F                                    |                                      |
| Indiv.                               | 100 mètres nage libre                | 100 mètres nage libre                |                                      |                                      |                                      |                                      |                                      |                                      |                                      |                                      |                                      | Q                                    | ½                                    |                                      | F                                    |                                      |                                      |                                      |                                      |                                      |
| Indiv.                               | 200 mètres nage libre                | 200 mètres nage libre                |                                      |                                      |                                      |                                      |                                      | Q                                    | ½                                    |                                      | F                                    |                                      |                                      |                                      |                                      |                                      |                                      |                                      |                                      |                                      |
| Indiv.                               | 400 mètres nage libre                | 400 mètres nage libre                |                                      |                                      |                                      | Q                                    | F                                    |                                      |                                      |                                      |                                      |                                      |                                      |                                      |                                      |                                      |                                      |                                      |                                      |                                      |
| Indiv.                               | 800 mètres nage libre                | 800 mètres nage libre                |                                      |                                      |                                      |                                      |                                      |                                      |                                      |                                      |                                      |                                      |                                      | Q                                    |                                      |                                      | F                                    |                                      |                                      |                                      |
| Indiv.                               | 1 500 mètres nage libre              | 1 500 mètres nage libre              |                                      |                                      |                                      |                                      |                                      | Q                                    |                                      |                                      | F                                    |                                      |                                      |                                      |                                      |                                      |                                      |                                      |                                      |                                      |
| Indiv.                               | 100 mètres dos                       | 100 mètres dos                       |                                      |                                      |                                      | Q                                    | ½                                    |                                      | F                                    |                                      |                                      |                                      |                                      |                                      |                                      |                                      |                                      |                                      |                                      |                                      |
| Indiv.                               | 200 mètres dos                       | 200 mètres dos                       |                                      |                                      |                                      |                                      |                                      |                                      |                                      |                                      |                                      |                                      |                                      | Q                                    | ½                                    |                                      | F                                    |                                      |                                      |                                      |
| Indiv.                               | 100 mètres brasse                    | 100 mètres brasse                    |                                      |                                      |                                      | Q                                    | ½                                    |                                      | F                                    |                                      |                                      |                                      |                                      |                                      |                                      |                                      |                                      |                                      |                                      |                                      |
| Indiv.                               | 200 mètres brasse                    | 200 mètres brasse                    |                                      |                                      |                                      |                                      |                                      |                                      |                                      |                                      |                                      | Q                                    | ½                                    |                                      | F                                    |                                      |                                      |                                      |                                      |                                      |
| Indiv.                               | 100 mètres papillon                  | 100 mètres papillon                  |                                      | Q                                    | ½                                    |                                      | F                                    |                                      |                                      |                                      |                                      |                                      |                                      |                                      |                                      |                                      |                                      |                                      |                                      |                                      |
| Indiv.                               | 200 mètres papillon                  | 200 mètres papillon                  |                                      |                                      |                                      |                                      |                                      |                                      |                                      | Q                                    | ½                                    |                                      | F                                    |                                      |                                      |                                      |                                      |                                      |                                      |                                      |
| Indiv.                               | 200 mètres 4 nages                   | 200 mètres 4 nages                   |                                      |                                      |                                      |                                      |                                      | Q                                    | ½                                    |                                      | F                                    |                                      |                                      |                                      |                                      |                                      |                                      |                                      |                                      |                                      |
| Indiv.                               | 400 mètres 4 nages                   | 400 mètres 4 nages                   |                                      | Q                                    | F                                    |                                      |                                      |                                      |                                      |                                      |                                      |                                      |                                      |                                      |                                      |                                      |                                      |                                      |                                      |                                      |
| Relais                               | 4 × 100 mètres nage libre            | 4 × 100 mètres nage libre            |                                      | Q                                    | F                                    |                                      |                                      |                                      |                                      |                                      |                                      |                                      |                                      |                                      |                                      |                                      |                                      |                                      |                                      |                                      |
| Relais                               | 4 × 200 mètres nage libre            | 4 × 200 mètres nage libre            |                                      |                                      |                                      |                                      |                                      |                                      |                                      |                                      |                                      | Q                                    | F                                    |                                      |                                      |                                      |                                      |                                      |                                      |                                      |
| Relais                               | 4 × 100 mètres 4 nages               | 4 × 100 mètres 4 nages               |                                      |                                      |                                      |                                      |                                      |                                      |                                      |                                      |                                      |                                      |                                      |                                      |                                      | Q                                    |                                      |                                      | F                                    |                                      |
| Mixte                                |                                      |                                      |                                      |                                      |                                      |                                      |                                      |                                      |                                      |                                      |                                      |                                      |                                      |                                      |                                      |                                      |                                      |                                      |                                      |                                      |
| Relais                               | 4 × 100 mètres 4 nages               | 4 × 100 mètres 4 nages               |                                      |                                      |                                      |                                      |                                      |                                      |                                      |                                      |                                      |                                      |                                      | Q                                    |                                      |                                      | F                                    |                                      |                                      |                                      |

| Épreuves ↓ / Août | Épreuves ↓ / Août | Épreuves ↓ / Août | Mer 4 | Mer 4 | Jeu 5 | Jeu 5 |
| ----------------- | ----------------- | ----------------- | ----- | ----- | ----- | ----- |
| 10 km hommes      | 10 km hommes      | 10 km hommes      |       |       | F     | F     |
| 10 km femmes      | 10 km femmes      | 10 km femmes      | F     | F     |       |       |

## Participation

### Critères de qualification
Pour les épreuves individuelles, la FINA établit des temps de qualification avec un « temps de qualification olympique » (TQO) et un «temps de sélection olympique» (TSO). Un comité national olympique (CNO) peut inscrire jusqu'à deux nageurs qualifiés dans chaque épreuve individuelle si ces deux nageurs ont effectué le temps de qualification olympique (TQO). Un nageur par épreuve peut éventuellement se qualifier s'il a effectué le temps de sélection olympique (TSO) et si le quota d'athlètes n'est pas respecté. Les CNO ont la possibilité de proposer des nageurs indépendamment du temps (1 nageur par sexe) s'ils n'ont pas de nageurs qui ont réussi les temps de qualification nécessaires.
Le tableau des temps est ci-dessous, :
| Distance          | Hommes        | Hommes         | Femmes         | Femmes        |
| Distance          | TQO           | TSO            | TQO            | TSO           |
| ----------------- | ------------- | -------------- | -------------- | ------------- |
| 50 m nage libre   | 22 s 01       | 22 s 67        | 24 s 77        | 25 s 51       |
| 100 m nage libre  | 48 s 57       | 50 s 03        | 54 s 38        | 56 s 01       |
| 200 m nage libre  | 1 min 47 s 02 | 1 min 50 s 23  | 1 min 57 s 28  | 2 min 00 s 80 |
| 400 m nage libre  | 3 min 46 s 78 | 3 min 53 s 58  | 4 min 7 s 90   | 4 min 15 s 34 |
| 800 m nage libre  | 7 min 54 s 31 | 8 min 8 s 54   | 8 min 33 s 36  | 8 min 48 s 76 |
| 1500 m nage libre | 15 min 0 s 99 | 15 min 28 s 02 | 16 min 32 s 04 | 17 min 1 s 80 |
| 100 m dos         | 53 s 85       | 55 s 47        | 1 min 0 s 25   | 1 min 2 s 06  |
| 200 m dos         | 1 min 57 s 50 | 2 min 1 s 03   | 2 min 10 s 39  | 2 min 14 s 30 |
| 100 m brasse      | 59 s 93       | 1 min 1 s 73   | 1 min 7 s 07   | 1 min 9 s 08  |
| 200 m brasse      | 2 min 10 s 35 | 2 min 14 s 26  | 2 min 25 s 52  | 2 min 29 s 89 |
| 100 m papillon    | 51 s 96       | 53 s 52        | 57 s 92        | 59 s 66       |
| 200 m papillon    | 1 min 56 s 48 | 1 min 59 s 97  | 2 min 8 s 43   | 2 min 12 s 28 |
| 200 m 4 nages     | 1 min 59 s 67 | 2 min 3 s 26   | 2 min 12 s 56  | 2 min 16 s 54 |
| 400 m 4 nages     | 4 min 15 s 84 | 4 min 21 s 46  | 4 min 38 s 53  | 4 min 46 s 89 |

Pour le relais, chaque épreuve comprend 16 équipes, composées de :
- les 12 premiers au Championnat du monde 2019 dans chaque épreuve de relais ;
- les 4 équipes non qualifiées les plus rapides, sur la base des temps des 15 mois précédant les JO.

Pour le marathon en eau libre, chaque épreuve comprend 25 nageurs :
- les 10 premiers dans les courses de 10 km aux Championnats du monde 2019 ;
- les 9 premiers dans le tournoi de qualification olympique en 2020 ;
- un représentant de chaque continent FINA (Afrique, Amériques, Asie, Europe et Océanie) ;
- un nageur du pays hôte s'il n'est pas qualifié par d'autres moyens.

## Résultats

### Femmes
| Épreuves                    | Or | Or                | Argent | Argent            | Bronze | Bronze            |
| --------------------------- | --- | ----------------- | --- | ----------------- | --- | ----------------- |
| Nage libre                  | |                   | |                   | |                   |
| 50 m nage libre             | Emma McKeon (AUS) | 23 s 81 OR        | Sarah Sjöström (SWE)                                                                                            | 24 s 07           | Pernille Blume (DEN) | 24 s 21           |
| 100 m nage libre            | Emma McKeon (AUS) | 51 s 96 OR, OC    | Siobhán Haughey (HKG)                                                                                           | 52 s 27 AS        | Cate Campbell (AUS) | 52 s 52           |
| 200 m nage libre            | Ariarne Titmus (AUS)                                                                                                 | 1 min 53 s 50 OR  | Siobhán Haughey (HKG)                                                                                           | 1 min 53 s 92 AS  | Penny Oleksiak (CAN) | 1 min 54 s 70     |
| 400 m nage libre            | Ariarne Titmus (AUS)                                                                                                 | 3 min 56 s 69 OC  | Katie Ledecky (USA)                                                                                             | 3 min 57 s 36     | Li Bingjie (CHN) | 4 min 1 s 08 AS   |
| 800 m nage libre            | Katie Ledecky (USA)                                                                                                  | 8 min 12 s 57     | Ariarne Titmus (AUS)                                                                                            | 8 min 13 s 83     | Simona Quadarella (ITA) | 8 min 18 s 35     |
| 1 500 m nage libre          | Katie Ledecky (USA)                                                                                                  | 15 min 37 s 34    | Erica Sullivan (USA)                                                                                            | 15 min 41 s 41 OC | Sarah Köhler (GER) | 15 min 42 s 91    |
| Dos                         | |                   | |                   | |                   |
| 100 m dos                   | Kaylee McKeown (AUS)                                                                                                 | 57 s 47 OR        | Kylie Masse (CAN)                                                                                               | 57 s 72           | Regan Smith (USA) | 58 s 05           |
| 200 m dos                   | Kaylee McKeown (AUS)                                                                                                 | 2 min 4 s 68      | Kylie Masse (CAN)                                                                                               | 2 min 5 s 42      | Emily Seebohm (AUS) | 2 min 6 s 17      |
| Brasse                      | |                   | |                   | |                   |
| 100 m brasse                | Lydia Jacoby (USA)                                                                                                   | 1 min 4 s 95      | Tatjana Schoenmaker (RSA)                                                                                       | 1 min 5 s 22      | Lilly King (USA) | 1 min 5 s 54      |
| 200 m brasse                | Tatjana Schoenmaker (RSA)                                                                                            | 2 min 18 s 95 WR  | Lilly King (USA)                                                                                                | 2 min 19 s 92     | Annie Lazor (USA) | 2 min 20 s 84     |
| Papillon                    | |                   | |                   | |                   |
| 100 m papillon              | Margaret MacNeil (CAN)                                                                                               | 55 s 59 AM        | Zhang Yufei (CHN)                                                                                               | 55 s 64           | Emma McKeon (AUS) | 55 s 72 OC        |
| 200 m papillon              | Zhang Yufei (CHN) | 2 min 3 s 86 OR   | Regan Smith (USA)                                                                                               | 2 min 5 s 30      | Hali Flickinger (USA) | 2 min 5 s 65      |
| 4 nages                     | |                   | |                   | |                   |
| 200 m 4 nages               | Yui Ōhashi (JPN) | 2 min 8 s 52      | Alex Walsh (USA)                                                                                                | 2 min 8 s 65      | Kate Douglass (USA) | 2 min 9 s 04      |
| 400 m 4 nages               | Yui Ōhashi (JPN) | 4 min 32 s 08     | Emma Weyant (USA)                                                                                               | 4 min 32 s 76     | Hali Flickinger (USA) | 4 min 34 s 90     |
| Relais                      | |                   | |                   | |                   |
| Relais 4 × 100 m nage libre | Australie Bronte Campbell Meg Harris Emma McKeon Cate Campbell Mollie O'Callaghan Madison Wilson                     | 3 min 29 s 69 WR  | Canada Kayla Sanchez Margaret MacNeil Rebecca Smith Penny Oleksiak Taylor Ruck                                  | 3 min 32 s 78     | États-Unis Erika Brown Abbey Weitzeil Natalie Hinds Simone Manuel Catie DeLoof Allison Schmitt Olivia Smoliga              | 3 min 32 s 81     |
| Relais 4 × 200 m nage libre | Chine Yang Junxuan Tang Muhan Zhang Yufei Li Bingjie Dong Jie Zhang Yifan                                            | 7 min 40 s 33 WR  | États-Unis Allison Schmitt Paige Madden Kathryn McLaughlin Katie Ledecky Brooke Forde Bella Sims                | 7 min 40 s 73 AM  | Australie Ariarne Titmus Emma McKeon Madison Wilson Leah Neale Tamsin Cook Meg Harris Mollie O'Callaghan Brianna Throssell | 7 min 41 s 29 OC  |
| Relais 4 × 100 m 4 nages    | Australie Kaylee McKeown Chelsea Hodges Emma McKeon Cate Campbell Mollie O'Callaghan Emily Seebohm Brianna Throssell | 3 min 51 s 60 OR  | États-Unis Regan Smith Lydia Jacoby Torri Huske Abbey Weitzeil Erika Brown Claire Curzan Lilly King Rhyan White | 3 min 51 s 73     | Canada Kylie Masse Sydney Pickrem Margaret MacNeil Penny Oleksiak Taylor Ruck Kayla Sanchez                                | 3 min 52 s 60     |
| Eau libre                   | |                   | |                   | |                   |
| Eau libre 10 km             | Ana Marcela Cunha (BRA)                                                                                              | 1 h 59 min 30 s 8 | Sharon van Rouwendaal (NED)                                                                                     | 1 h 59 min 31 s 7 | Kareena Lee (AUS) | 1 h 59 min 32 s 5 |

## Tableau des médailles
- Pays organisateur ( Japon)

| Rang  | Nation          | Or | Argent | Bronze | Total |
| ----- | --------------- | -- | ------ | ------ | ----- |
| 1     | États-Unis      | 11 | 10     | 9      | 30    |
| 2     | Australie       | 9  | 3      | 9      | 21    |
| 3     | Grande-Bretagne | 4  | 3      | 1      | 8     |
| 4     | Chine           | 3  | 2      | 1      | 6     |
| 5     | ROC             | 2  | 2      | 1      | 5     |
| 6     | Japon           | 2  | 1      | 0      | 3     |
| 7     | Canada          | 1  | 3      | 2      | 6     |
| 8     | Hongrie         | 1  | 2      | 0      | 3     |
| 9     | Afrique du Sud  | 1  | 1      | 0      | 2     |
| 10    | Brésil          | 1  | 0      | 2      | 3     |
| 10    | Allemagne       | 1  | 0      | 2      | 3     |
| 12    | Tunisie         | 1  | 0      | 0      | 1     |
| 13    | Pays-Bas        | 0  | 3      | 0      | 3     |
| 14    | Italie          | 0  | 2      | 5      | 7     |
| 15    | Hong Kong       | 0  | 2      | 0      | 2     |
| 16    | Ukraine         | 0  | 1      | 1      | 2     |
| 17    | France          | 0  | 1      | 0      | 1     |
| 17    | Suède           | 0  | 1      | 0      | 1     |
| 19    | Suisse          | 0  | 0      | 2      | 2     |
| 20    | Danemark        | 0  | 0      | 1      | 1     |
| 20    | Finlande        | 0  | 0      | 1      | 1     |
| Total | Total           | 37 | 37     | 37     | 111   |